# جو وود (لاعب كرة قاعدة)
جو وود (بالإنجليزية: Joe Wood)‏ هو لاعب كرة قاعدة أمريكي، ولد في 3 أكتوبر 1919 في هيوستن في الولايات المتحدة، وتوفي بنفس المكان في 25 مارس 1985.

## وصلات خارجية
- جو وود (لاعب كرة قاعدة) على موقعبيزبول رفرنس.كوم (الدوري الرئيسي) (الإنجليزية)
- جو وود (لاعب كرة قاعدة) على موقعبيزبول رفرنس.كوم (الدوري الثانوي) (الإنجليزية)